# Szücsi-erdő
A Szücsi-erdő Bács-Kiskun vármegyében, Kiskőrös városközponttól mintegy 2-3 km-re északra terül el. Összterülete kb. 92 hektár. A Szücsi-erdő a Duna medrének, holtágainak folyamatos feltöltődése során visszamaradt mocsaras, lápréti terület. Az erdő területén a talajvízszint egészen az 1940-es évekig magas volt, ám az VII/C-csatorna 1948-as megépítése óta már csak kora tavasszal borítja itt a felszín egy részét a víz. Az erdőt a közbezárt rétekkel együtt a Bács Kiskun Megyei Tanács Végrehajtó Bizottsága 1974-ben nyilvánította természetvédelmi területté. 1990-ben a Szücsi-erdő és más szomszédos területek egyesítésével jött létre a Kiskőrösi turjános természetvédelmi terület, amely a Kiskunsági Nemzeti Park részét képezi.

## Az erdő élővilága
A Szücsi-erdő az Alföldön őshonos éger-kőrises láperdő (Fraxino pannonicae-alnetum) és rétek váltakozásának komplexét képezi. Égeres és magyarkőrises láperdőket, rekettyefüzeseket, magassásos lápréteket és kaszálóréteket foglal magába. A kőrises égeres láperdőben a fák tavasszal 10-15 cm mély vízben állnak. A tőzeggel borított homokos altalajon megtelepedő mohák, páfrányok és egyéb lágyszárú növények kis kerteket képeznek, a fák közötti vízben hínárnövényzet alakul ki. Mivel a magas, sásállományú füvet csak ritkán kaszálják, rendkívül nagy számban találhatók meg ritka növények. A védett növények közül a legértékesebbek:
- hússzínű ujjaskosbor (Dactylorhiza incarnata)
- buglyos szegfű (Dianthus superbus)
- szibériai nőszirom (Fris sibirica)
- poloskaszagú kosbor (Orehis coriophora)
- vitéz kosbor (Orehis militaris).

Az ízeltlábú állatok faj- és egyedszáma a környező kultúrterületeken használt rovarirtószerek hatására megcsappant. Közülük főleg a lepkék valamint az imádkozó sáska előfordulása érdemel említést. A csigafajok közül, mivel az utóbbi időkben végrehajtott vízrendezés a talajvízszintet megemelte, újra megjelentek a nedves környezetet igénylő fajok, melyek közül 26-ot találhatunk. A gerinces állatok közül látható néhány békafaj: erdei-, leveli-, és kecskebéka. Viszonylag ritka a mocsári teknős, vizisikló, tömegesen fordul elő a fürge gyík, sok a madár. A vízszint növekedésével úgy tűnik, a gázlómadarak is visszatérnek. Előfordul még az őz, menyét és róka.